# عنکبوت باغی
عنکبوت باغی (نام علمی: Argiope aurantia) نام یک گونه از تیره عنکبوت‌های گردباف است. عنکبوت باغی زرد، عنکبوت باغی سیاه و سفید، عنکبوت باغی طلایی نیز شناخته می‌شوند. اندازه جنس نر ۵ تا ۹ میلی متر و جنس ماده ۱۹ تا ۲۸ میلی متر متغیر است.